# Albert Wynn (Politiker)

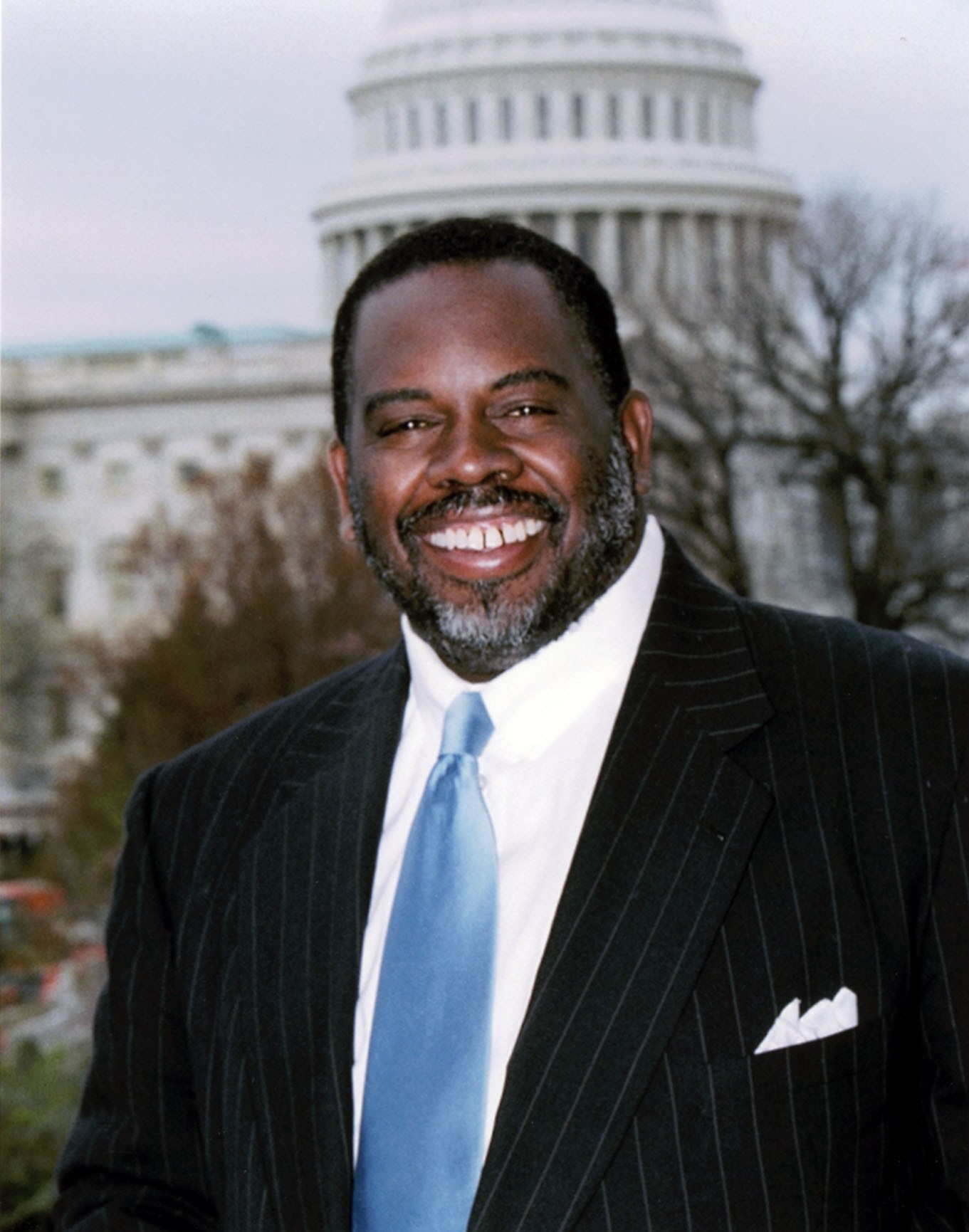
Albert Wynn

Albert Russell Wynn (* 10. September 1951 in Philadelphia, Pennsylvania) ist ein US-amerikanischer Politiker. Zwischen 1993 und 2008 vertrat er den Bundesstaat Maryland im US-Repräsentantenhaus.

## Werdegang
Albert Wynn besuchte bis 1970 die DuVal High School in Lanham (Maryland) und danach bis 1973 die University of Pittsburgh. Anschließend studierte er politische Wissenschaften an der Howard University. Nach einem anschließenden Jurastudium und seiner Zulassung als Rechtsanwalt gründete er 1982 eine eigene Kanzlei. Von 1977 bis 1982 leitete er die Verbraucherschutzkommission im Prince George’s County. Gleichzeitig schlug er als Mitglied der Demokratischen Partei eine politische Laufbahn ein. In den Jahren 1983 bis 1987 saß er im Abgeordnetenhaus von Maryland; von 1987 bis 1993 gehörte er dem Staatssenat an.
Bei den Kongresswahlen des Jahres 1992 wurde Wynn im vierten Wahlbezirk von Maryland in das US-Repräsentantenhaus in Washington, D.C. gewählt, wo er am 3. Januar 1993 die Nachfolge von Charles Thomas McMillen antrat. Nach sieben Wiederwahlen konnte er bis zu seinem Rücktritt im Mai 2008 im Kongress verbleiben. In seine Zeit als Kongressabgeordneter fielen die Terroranschläge am 11. September 2001, der Irakkrieg und der Militäreinsatz in Afghanistan. Wynn war zeitweise Mitglied im Ausschuss für Energie und Handel. Im Jahr 2002 stimmte er für den Irakkrieg.
Im Jahr 2008 verlor er in den Vorwahlen seiner Partei gegen Donna Edwards. Am 31. Mai 2008 trat er daraufhin vorzeitig von seinem Mandat zurück. Danach wurde er Mitarbeiter einer Lobbyistenfirma, die die Interessen verschiedener Branchen in Washington vertritt.